# Histoire du massif des Vosges
L'histoire du massif des Vosges est européenne tant par sa situation géographique aux confins de plusieurs royaumes et duchés que par les dynasties qui s'y sont implantées de manière plus ou moins durable. Avant le rattachement à la France de l'Alsace à partir de 1648, de la Franche-Comté en 1678, puis de la Lorraine en 1766, le massif vosgien a connu deux périodes où il était situé dans une seule et même entité politique ou administrative : l'empire romain et la Lotharingie. En conséquence, son histoire est marquée par l'éclatement territorial ou Kleinstaaterei caractéristique du Saint-Empire romain germanique  dans lequel la montagne vosgienne sur son versant occidental aura vécu presque jusqu'à sa fin officiel en 1806, soit 40 ans seulement après le rattachement du duché lorrain au royaume de France. 

## Terres de contact gauloises et romaines

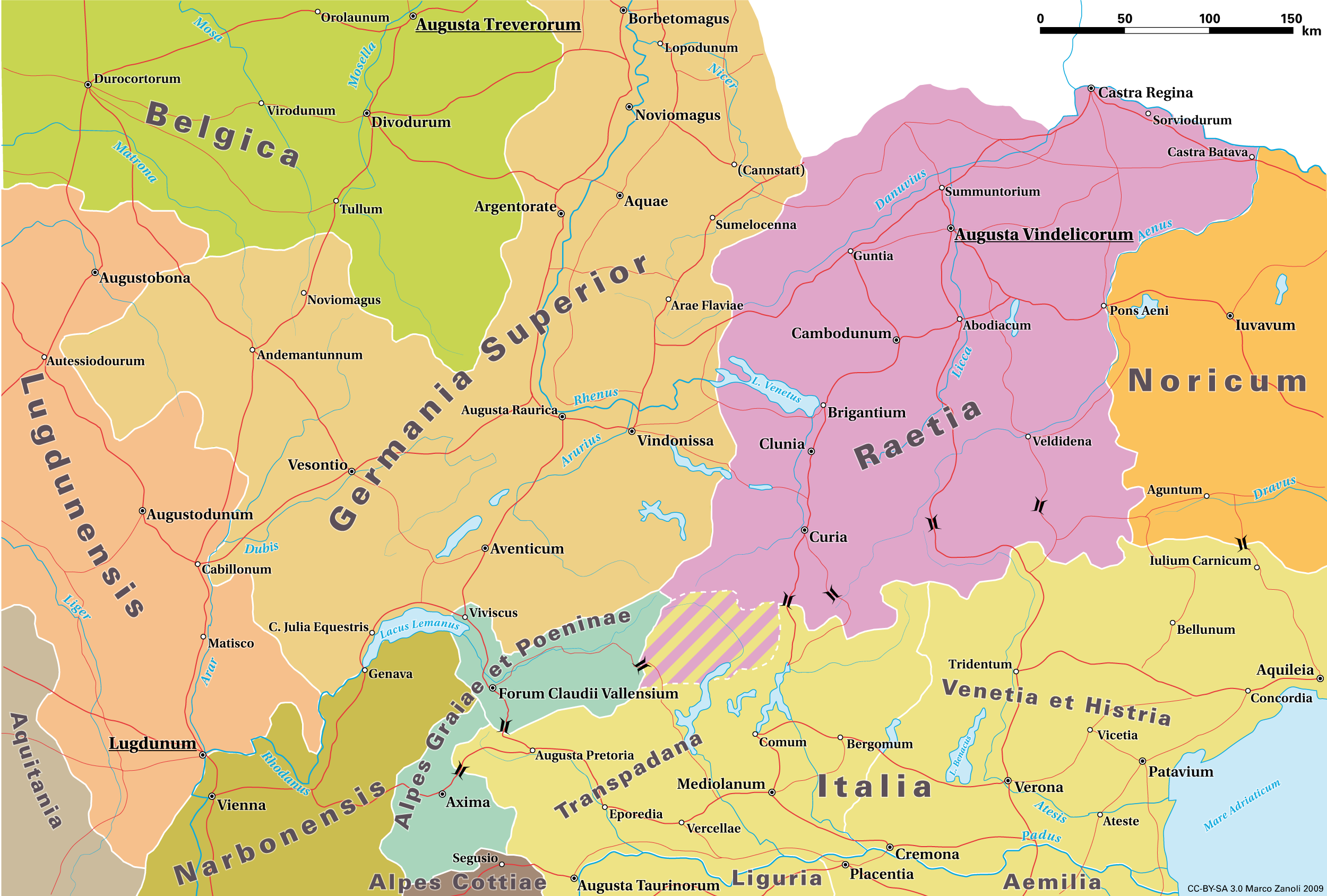
Limite entre la Belgique première et la Germanie supérieure avec la ligne de crête vosgienne, II.

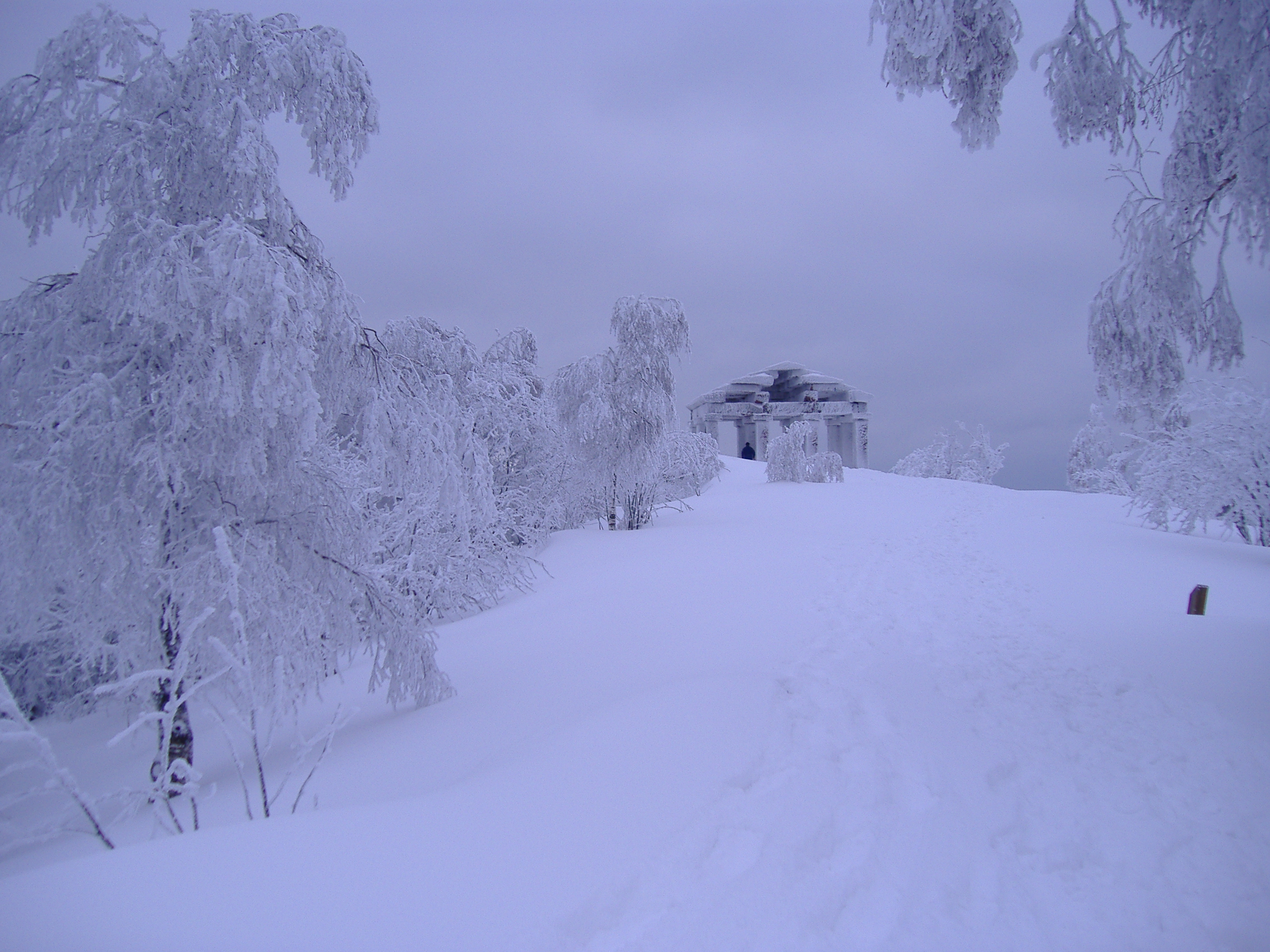
Temple du Donon en hiver accessible en raquettes.

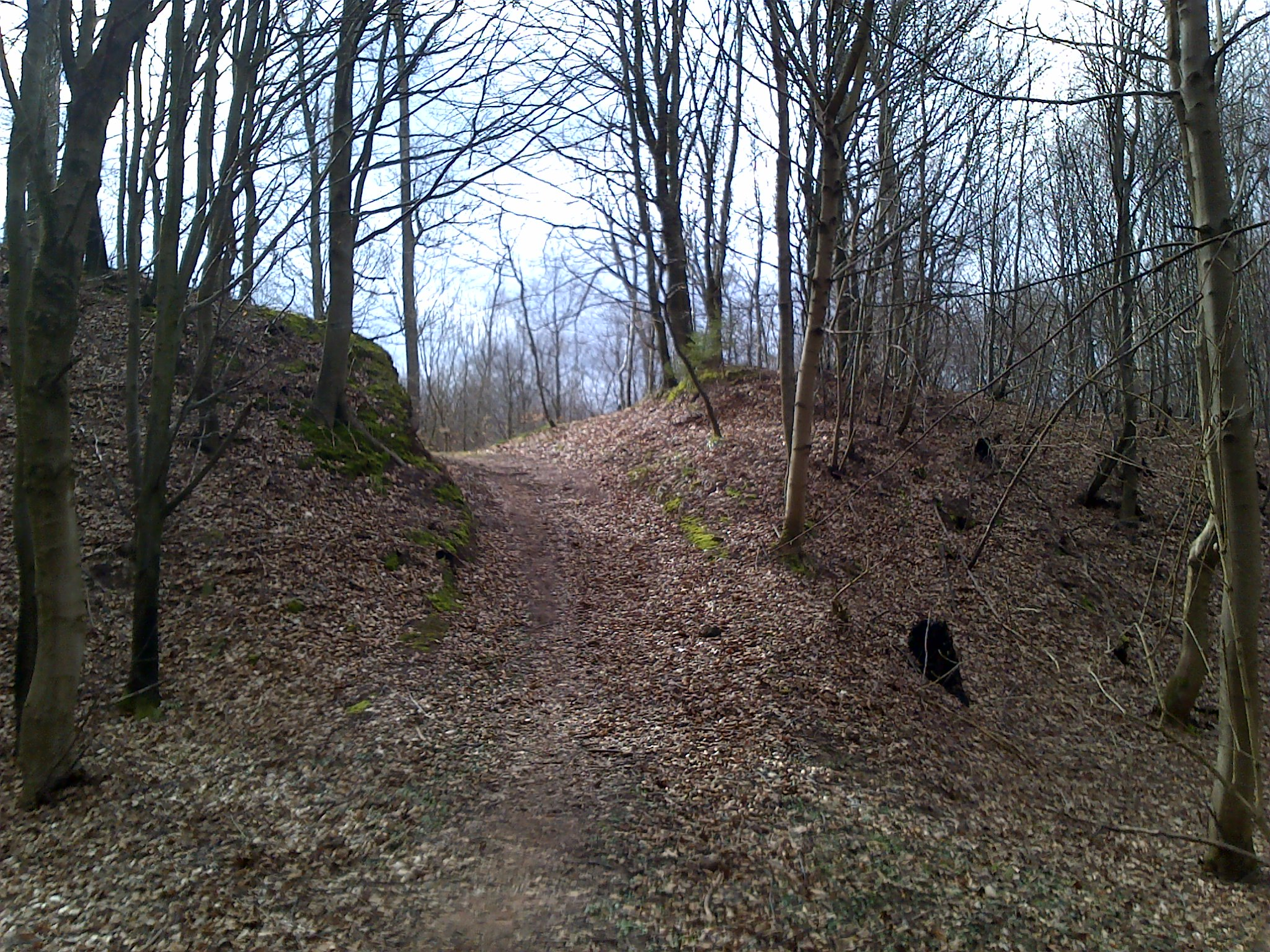
Fossé des Pandours, oppidum.

La période celtique et romaine est d'un point de vue historique sans doute celle qui autorise le plus à parler d'histoire commune à l'ensemble du massif vosgien même si la diversité ethnique et culturelle reste fortement présente. De plus, l'époque romaine marquera la première vocation frontalière de la montagne vosgienne entre les entités administratives de l'Empire romain dont une large partie perdurera jusqu'à nos jours, y compris pour les cols de passage traversant le massif à l'époque romaine comme les cols de Saverne, du Donon, du Bonhomme ou de Bussang.
Le massif des Vosges dans l'Antiquité est avant tout un désert forestier au climat rude. Tous les peuples vivant en périphérie du massif y vénèrent plusieurs divinités plus ou moins importantes, en tête desquelles Vosegus et Belenos, plus tard avec l'arrivée des légionnaires multiculturels Mercure et Mithridate dont une statue est conservée au musée gallo-romain de Sarrebourg, mais aussi une multitude de divinités mineures, de génies, d'esprits ou de nymphes. À l'instar de la déesse de la chasse et des bois, Arduinna, qui donna son nom aux Ardennes, Vosegus est décrit comme un génie protecteur de la forêt qui porte du coup son nom : silva vosegi. Pour d'autres il appartient aux dieux-chasseurs des forêts, Vosegus silvanus, qui aurait pris sous sa protection Teutatès. Comme dans les textes anciens rédigés en latin, on lit les expressions « Vosegus silva » ou « Vosegus mons » dans des régions qui aujourd'hui ne sont objectivement plus très associées aux Vosges au sens large ou départemental, on est en droit de penser que la perception de la forêt de Vosegus ou de la montagne de Vosegus divergeait beaucoup de la nôtre aujourd'hui. On évoque ce dieu-chasseur également dans le Palatinat et César évoque la source de la Meuse dans La Guerre des Gaules dans le livre IV en ces termes : « Mosa profluit ex monte Vosego qui est in finibus Lingonum ». La Meuse prend sa source sur le plateau de Langres, effectivement en terres lingones, éloignées du massif montagneux. Cela tend à prouver que les habitants du Grand-Est de l'Antiquité donnaient à la Vosegus silva une plus vaste étendue qu'à l'heure actuelle. La « forêt vosgienne » allait de la Meuse au Rhin, des Ardennes à Langres et au Doubs. Des lieux sanctuaires y attiraient les tribus gauloises pour des cérémonies cultuelles régulières avec des temples disséminés sur tout le massif ou des rencontres intertribales comme au sommet de la montagne sacrée du Donon.
Le massif vosgien a été fréquenté, voire colonisé par les tribus gauloises médiomatrique, leuque, lingone et séquane.
Initialement, l'ensemble du massif se trouvait dans la Gaule belgique, y compris la plaine alsacienne. Sous Auguste, la province prétorienne de la Belgique comprenait dans l'Est de la France les tribus gauloises suivantes:
- cité des Trévires ;
- cité des Leuques ;
- cité des Médiomatriques.

La partie nord du massif était occupée par les Médiomatriques qui possédaient un grand territoire de la Meuse au Rhin. Une ville mise au jour au col de Saverne, au fossé des Pandours, passe pour être la première capitale de cette grande cité avant son déplacement vers Metz (Divodurum) quand la plaine alsacienne fut cédée aux Triboques comme peuple défenseur de la frontière romaine à l'est face aux tribus ennemies. Ils furent appelés à l'aide par les Séquanes et restèrent ensuite dans la plaine rhénane. Il n'est pas établi que les Triboques aient été des Germains, mais éventuellement et plutôt des Celtes germanisés.

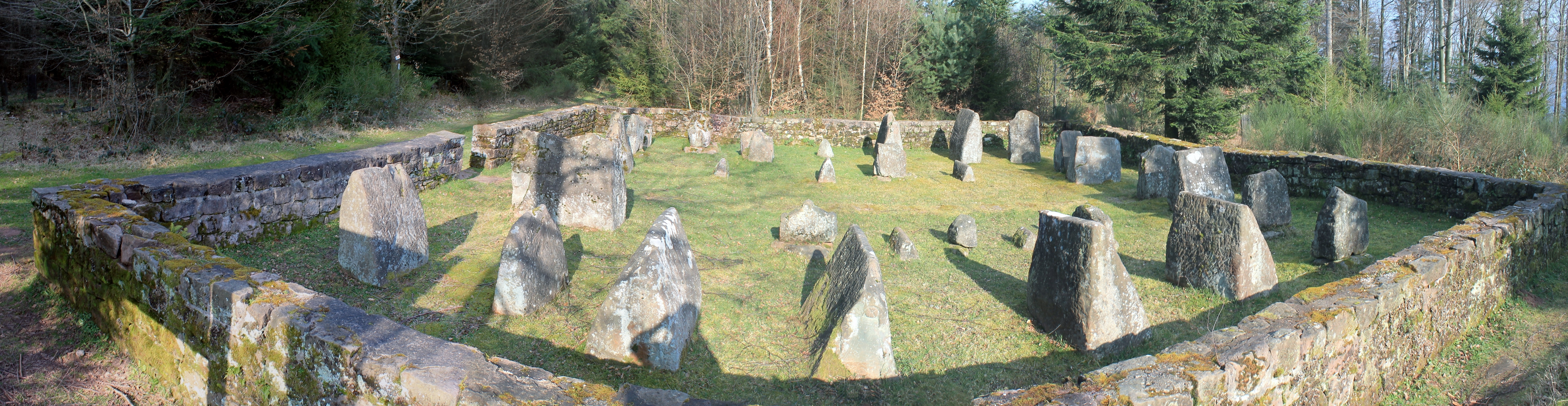
Cimetière gallo-romain avec stèles-maisons.

Dans cette région, la « culture des sommets vosgiens » s'est développée et s'est maintenue après l'occupation romaine comme des îlots celtiques caractérisés par une romanisation plus tardive que dans les régions de plaine. Le fait d'avoir trouvé une forte quantité de monnaies romaines dans le site du Wasserwald dans le pays de Phalsbourg (Hultehouse) remet en question pour certains chercheurs l'isolat celtique dans le monde romain dominant. Il n'est pas exclu que ces cités d'altitude finalement peu éloignées d'une voie romaine secondaire aient souhaité à la fois maintenir un style de vie celtique et profiter des apports positifs de la culture romaine. De fait, l'archéologie a mis en évidence une architecture commune à la plupart de ces cités des hauteurs vosgiennes où vivaient des paysans ayant pris l'habitude d'empierrer leurs champs, leurs prés et leurs colonies comme on le voit dans d'autres régions celtiques plus à l'ouest.
La partie médiomatrique du massif vosgien, donc au nord du col du Donon, se caractérise également par ses pratiques funéraires et notamment l'expansion de la stèle-maison. On retrouve certes cette tombe en forme de maisonnette au toit à deux pans dans d'autres parties de la Gaule, mais elle s'est particulièrement développée et bien implantée dans les Vosges mosellanes et alsaciennes septentrionales.
Ce sont des cités ou oppida de l'âge du fer, depuis Hallstatt II à La Tène II qui jalonnent les sommets tabulaires gréseux de la forêt palatine aux Vosges moyennes. On trouve également un oppidum très similaire au mont Tonnerre (Donnersberg) dans le Pfälzer Bergland. On reconnaît des pratiques architecturales et cultuelles communes, notamment l'usage du murus gallicus ou de la porte en tenaille.
La partie méridionale était occupée par les Leuques, mais la pénétration du massif dans sa partie plus élevée et plus accidentée n'est pas été aussi intense que dans les Vosges du Nord. Cela se confirme pendant la période romaine car les voies romaines contournent les zones au relief plus prononcé à l'exception de la voie romaine qui longe la Moselle jusqu'au col de Bussang. On ne trouve pas de castra romains à l'intérieur du massif méridional, mais en revanche l'activité gallo-romaine tant économique que culturelle fut très importante dans la partie occidentale de l'actuel département des Vosges sur l'axe Lugdunum - Trevis. De nouvelles villes apparaissent au voisinage des voies de grande communication de la plaine sous-vosgienne comme Soulosse qui contrôlait le passage du Vair entre les Lingons et les Leuques ou Escles située sur l'axe secondaire entre Langres et le col du Donon. Grand, dans le pays de Neufchâteau, représente une exception à la règle d'attractivité des voies romaines car elle s'est développée à l'écart des axes de communication pour des raisons religieuses : un temple dédié à Apollon Grannus a entraîné la construction progressive de nombreux édifices comme une basilique, un théâtre et des thermes.
Plus au nord, les villes-étapes de Sarrebourg (Pons Saravi) et Saverne (Tres tabernae), en bordure du massif vosgien de chaque côté du col de Saverne, répondent à la même logique de diffusion de la culture romaine à partir des voies romaines principales. À cette époque, la forêt vosgienne est beaucoup plus étendue qu'aujourd'hui où elle ne s'étend qu'à moins de 3 km du col. Il fallait une journée pour rejoindre Sarrebourg et Saverne, notamment parce qu'il fallait descendre ou monter la côte de Saverne. Des gîtes pour hommes et bêtes sont installés dans les deux cités.
Sous Septime Sévère, les provinces romaines sont refondues et le massif vosgien se scinde en deux :
- la Belgique première conserve les cités prétoriennes citées plus haut ;
- la Germanie supérieure est une province consulaire qui englobe toute la plaine alsacienne et le nord de la Franche-Comté. La lente germanisation de l'Alsace commence donc avant l'arrivée des Alamans entre Rhin et Vosges.

La densité de la population gallo-romaine la plus importante n'était donc pas dans, mais autour du massif pour l'essentiel, même si par le fond des vallées, les premiers colons pénétraient peu ou prou à l'intérieur de la montagne de manière clairsemée. Il s'agit des vallées de la Meuse, de la basse et moyenne Moselle, du Madon, de la Meurthe auquel on peut ajouter les pays précocement romanisés comme la Vôge ou le Saintois.

## Marches et terres d'empire

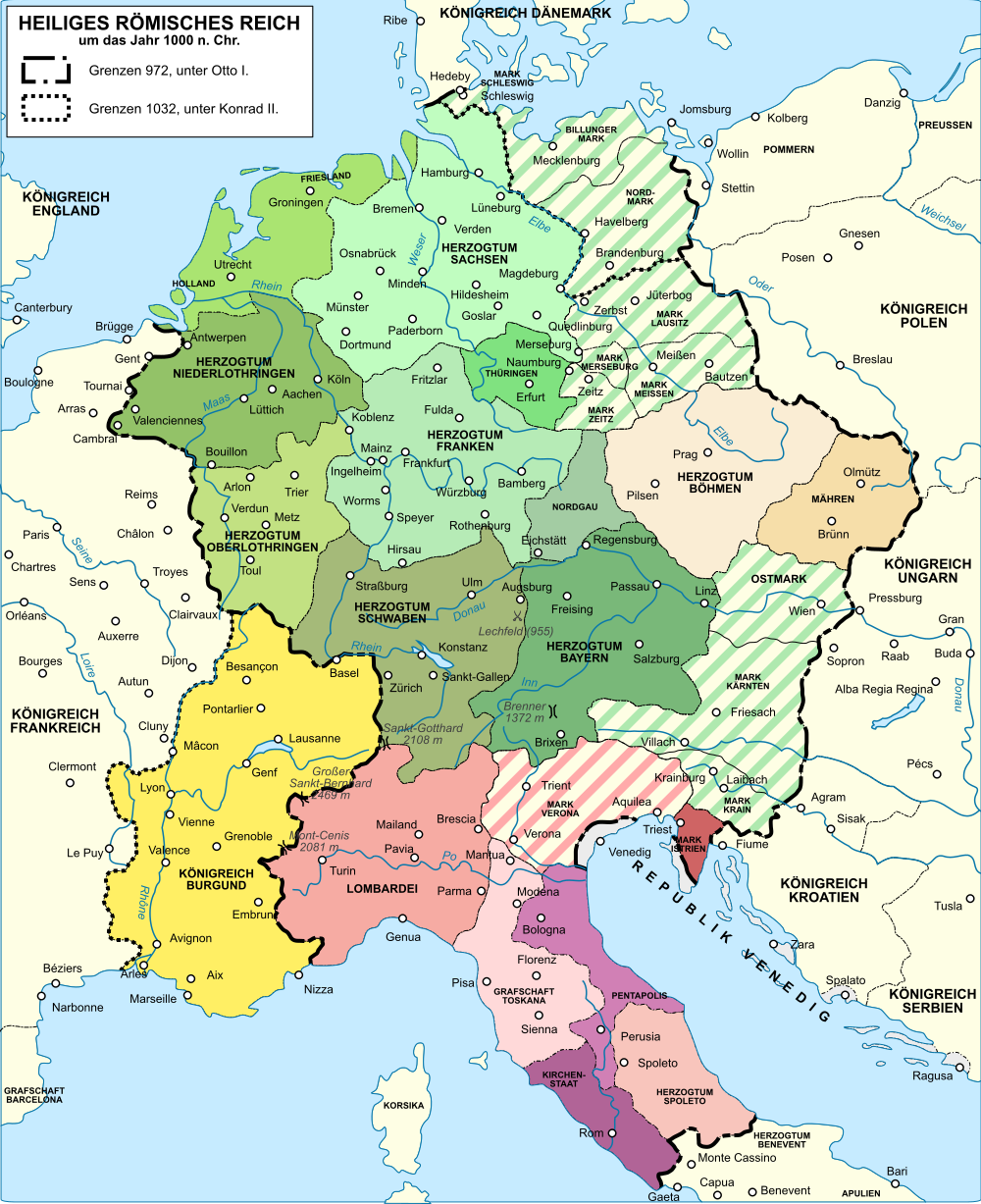
Frontières du Saint-Empire au Moyen Âge, le massif vosgien en Haute-Lorraine (Oberlothringen).

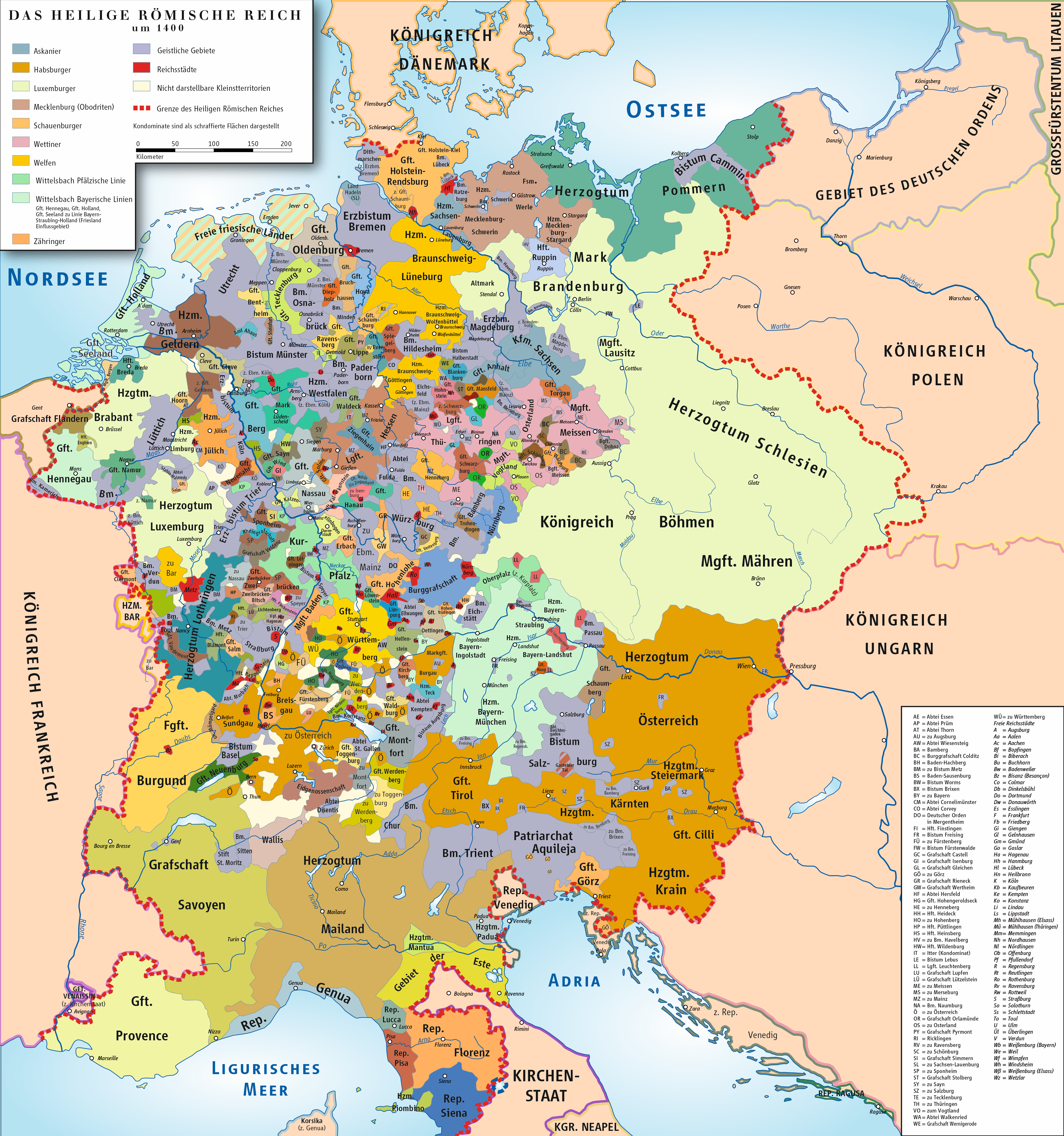
Les territoires impériaux vers 1400.

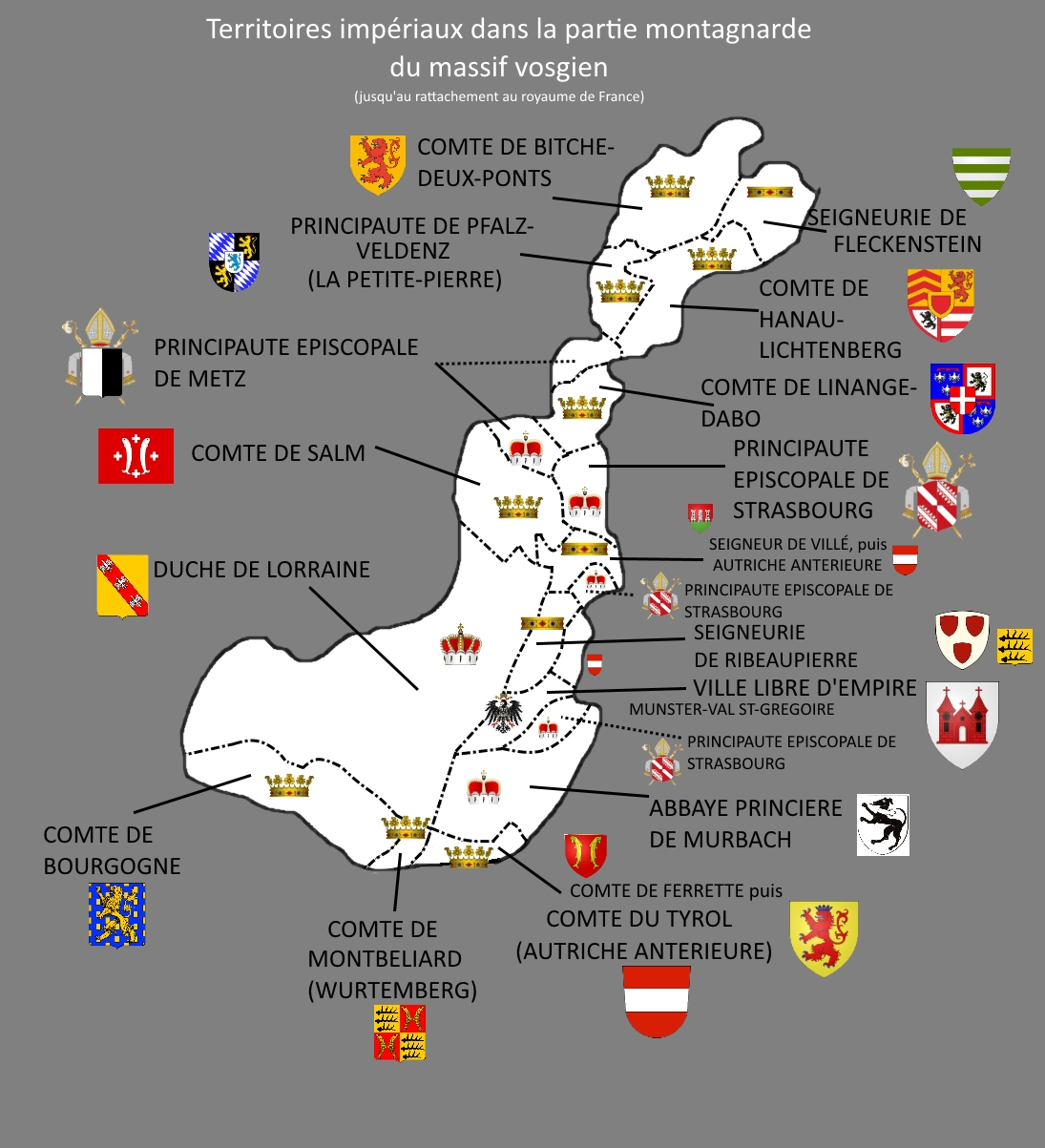
Territoires impériaux implantés dans la partie montagnarde du massif des Vosges.

Pour appréhender l’histoire du massif vosgien, il faut s’intéresser distinctement au passé de nombreux territoires du Saint-Empire romain germanique. C’est là un point commun à toutes les entités politiques du massif. La limite du Saint-Empire ayant été très longtemps la Meuse en Lorraine occidentale, les montagnes vosgiennes sont intégralement situées dans la mouvance du royaume de Germanie depuis les partages successifs des souverains carolingiens et ottoniens jusqu’au rattachement des premières régions au royaume de France au XVIIe siècle. L’allophonie de certains de ses habitants n’avait rien de surprenant puisque, dans cet empire pluriculturel, des dizaines de langues cohabitaient sans que le pouvoir impérial tentât d’imposer une langue plus qu’une autre. En revanche, les textes administratifs et la littérature font apparaître clairement une distinction que faisaient les habitants du massif vosgien spontanément sur le terrain, sans doute par réflexe identitaire, mais surtout parce que la différence était flagrante à l’oreille : les Welsches et les Allemands (ou Tudesques) cohabitent et se tolèrent tant bien que mal à l’instar des autres pays ou régions d’Europe où deux cultures antagonistes se côtoient. Ce faisant, les subtilités linguistiques et culturelles entre germanophones importaient peu aux Welsches, et vice-versa. La présence de germanophones n'était pas seulement imputable aux populations de langue alsacienne, mais aussi parce que les mines, les verreries, les charbonniers ou encore les scieries attiraient des populations originaires d'Allemagne de l'Est, de Suisse ou d'Autriche, par exemple à Sainte-Marie-aux-Mines où les Saxons étaient détenteurs du savoir-faire minier. Cette dichotomie du massif vosgien créait en quelque sorte des sphères culturelles plus vastes qui englobaient le plateau lorrain ou la Franche-Comté d’un côté et toute l’Alsace, le pays de Bade, le Palatinat ou la Suisse de l’autre.

## États et seigneuries possessionnés en partie ou en totalité dans le massif vosgien
Les territoires où cohabitaient les deux familles de langues à plus ou moins grande échelle, nécessitant parfois l’intervention d’agents et d’officiers bilingues étaient :
- le duché de Lorraine ;
- le comté de Linange-Dabo ;
- l’évêché de Metz qui passe sous protectorat français en 1552 après le voyage d'Allemagne du roi Henri II[23] ;
- la seigneurie de Villé ;
- l’évêché de Strasbourg ;
- la seigneurie de Sarrebourg qui est rachetée par le duc de Lorraine en 1562[23] ;
- le comté de Salm.

Les États de langue romane étaient :
- la Franche-Comté ;
- le comté de Montbéliard.

Les États de langue germanique étaient :
- le comté de Ferrette ;
- le comté du Tyrol en Autriche antérieure ;
- l’abbaye princière de Murbach ;
- l’abbaye princière de Munster ;
- la ville libre d’empire Munster-vallée Saint-Grégoire ;
- la seigneurie de Ribeaupierre ;
- la ville libre d’empire Kaysersberg ;
- la ville libre d’empire Sélestat ;
- le comté de Hanau-Lichtenberg ;
- le comté de Veldenz-La Petite-Pierre ;
- la prévôté impériale de Wissembourg ;
- la seigneurie de Fleckenstein ;
- le comté de Deux-Ponts-Bitche qui est racheté par la Lorraine en 1572[23].

## Ancienne chevalerie et grandes maisons nobles

### Partie lorraine du massif et les prévôtés montagnardes

Duc de Lorraine.

En raison de sa colonisation très tardive et progressive à partir du XIIe siècle, le massif des Vosges, sur son flanc occidental sous la souveraineté directe ou indirecte des ducs de Lorraine, n'a pas donné de familles illustres issues de l'ancienne chevalerie de création immémoriale. Très longtemps, les grandes forêts de la partie sud du massif furent des fiefs soit de la maison ducale ou de leurs avoués respectifs, soit de la collégiale princière de Remiremont qui possédait des terres au-delà de la crête principale des Vosges comme dans la vallée de Saint-Amarin. Les abbesses-princesses de Remiremont provenaient des plus nobles familles du Saint-Empire, de France ou de Lorraine, mais n'ont pas créé de dynastie familiale particulière ; les abbesses à la tête de l'insigne chapitre ont eu les origines les plus diverses.
En haut de la hiérarchie, l'ancienne chevalerie lorraine se composait des « grands chevaux » : les Châtelet, les Ligniville, les Lenoncourt et les Haraucourt. Leurs fiefs souches ne se situent pas dans la montagne.
En second rang, on trouve des maisons illustres, nommées « pairs fieffés », de rang identique aux grands chevaux parce qu'ils sont propriétaires de fiefs. Ce sont les Bassompierre, les Anglure, les Choiseul, les Ludres, les Nettancourt, les Serocourt ou les Beauvau. Comme pour la haute noblesse, ils sont originaires du plateau lorrain, de la plaine sous-vosgienne, du Bassigny ou des terres limitrophes.
Les Anglure apparaissent sur le piémont des Vosges dans le pays de Rambervillers où on retrouve également des Thuméry originaires de l'Île-de-France. Les filles des Beauvau ont intégré quelques familles de petite noblesse possessionnées dans le massif. Les barons, puis comtes de Girecourt sont également du piémont vosgien face au massif de Faîte, mais empiètent sur la partie de la montagne de l'autre côté, secteur de Bruyères. Ils furent longtemps les propriétaires du château de Bruyères.
Une branche d'une famille noble comtoise d'ancienne extraction s'est bien implantée dans le massif vosgien avec un château, aujourd'hui disparu, qui a donné son nom au col (798 m) et à l'écart de Martimpré dans la commune de Gerbépal aux pieds de la Tête des Gazons et de la Beheuille. Les Martimprey furent chevaliers, puis barons, puis comtes par le domaine de Villefont. L’aïeul est le chevalier Mathieu de Martimprey († 1297). Ils sont issus de Bourgogne comtale et étaient au service du duc de Bourgogne, beaucoup sont morts sur le champ de bataille comme Gérard à la bataille de Montcassel en 1339 ou Philippe qui est tombé à la bataille d'Azincourt contre les Anglais. C’est avec Nicolas-Louis et Marc qu’arrive la famille de Martimprey à Gerbépal et qu'elle devient propriétaire par indivis du domaine de Martimprey en 1455.
En conséquence, les châteaux forts et les bourgs fortifiés sont quasiment absents du massif, a fortiori après les ravages de la guerre de Trente Ans et l'ordre de démolition des châteaux lorrains en 1633-34 par l'occupant français. Les châteaux et cités fortifiées sont au XVIe siècle en bordure de massif à Bitche, Saint-Dié, Bruyères, Épinal, Arches et Remiremont. Dans les documents d'archives, trois prévôtés dites montagnardes se partagent la partie sud du bailliage des Vosges des premiers sommets gréseux aux crêtes orientales et méridionales :
- la prévôté de Saint-Dié qui administre la haute vallée de la Meurthe et du Valtin ;
- la prévôté de Bruyères qui concentre l'administration des pays de Gerbépal, Xonrupt-Longemer et Gérardmer en partie[27] ;
- la prévôté d'Arches qui contrôle l'essentiel de la partie montagneuse avec une forte majorité des chaumes pour l'estive[28].

Les deux dernières doivent composer avec le prévôt du chapitre de Remiremont, propriétaire pour moitié avec le duc d'un vaste territoire allant de Champ-le-Duc aux grandes chaumes. Les prévôts et receveurs des prévôtés montagnardes cumulent souvent les offices. Ils sont de petite noblesse ou anoblis par le duc pour bons et loyaux services. Les sièges de prévôté ont droit de marché. Ils sont très loin pour les populations isolées des montagnes qui se déplacent à pied et transportent leurs produits à vendre avec des hottes en empruntant des sentiers.

### Une principauté souveraine à cheval sur le massif des Basses-Vosges

Maison de Salm

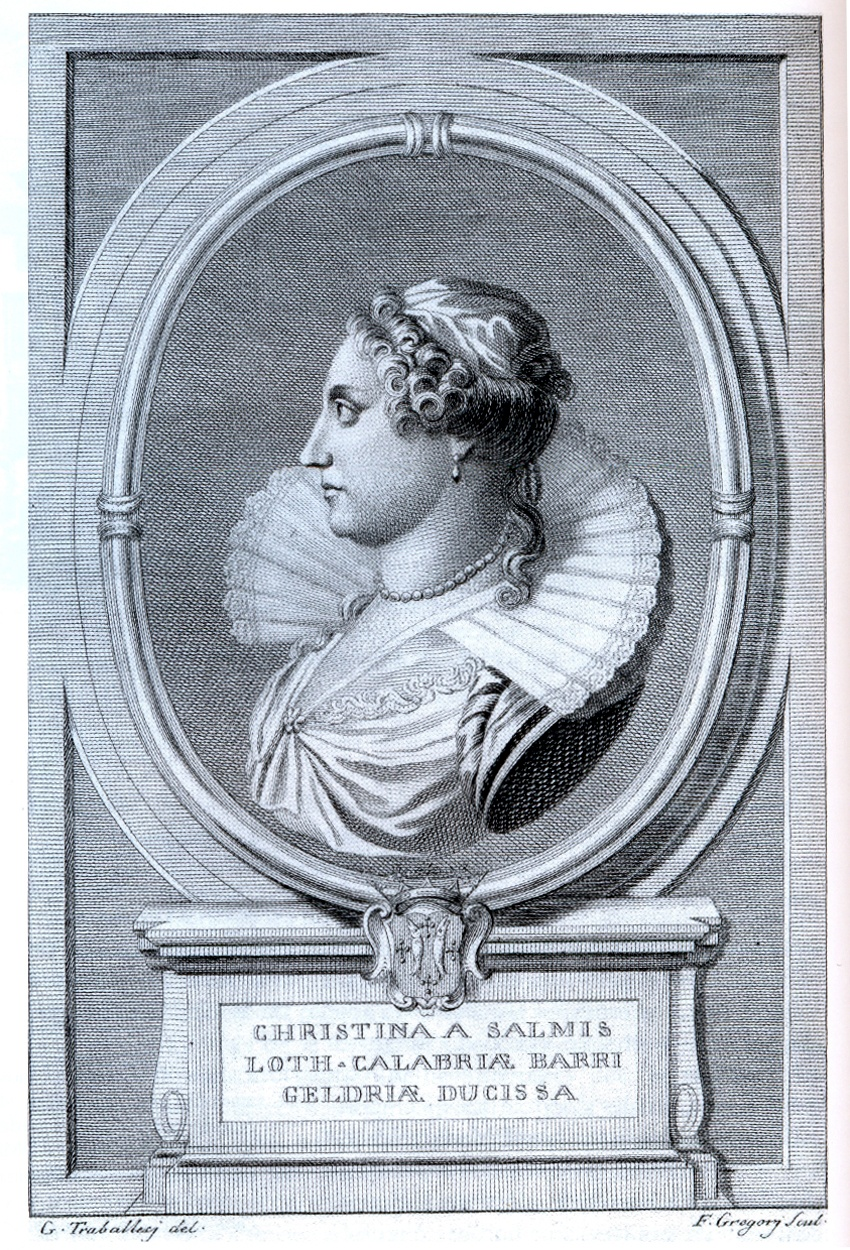
Christine de Salm, duchesse consort de Lorraine.

Bien qu’originaire des Ardennes belges, la maison de Salm de très ancienne extraction s’illustra particulièrement dans le massif des Basses-Vosges où l’ascension de leur comté originel aboutit à la fondation d’un État souverain au XVIIe siècle, la principauté de Salm-Salm. Il est à l’ouest avec les temporels des abbayes de Munster et Murbach à l’est, le seul État souverain complètement situé dans le massif vosgien, avec la caractéristique supplémentaire de franchir la crête principale du Donon au Climont par les cols du Prayé, du Hantz et de Saales.
Issus des comtes de Luxembourg, Hermann de Salm est nommé avoué de l’abbaye de Senones en 1090. Il prend déjà le titre de comte de Salm en 1104. Bien que son château d’avoué soit situé en altitude sur le territoire de La Broque, les résidences des Salm sont Badonviller, Blâmont, Deneuvre et le Château de Pierre-Percée. Cette partie de l’ancien comté passe par dot au duché de Lorraine au mariage de Christine de Salm à François II de Lorraine, comte de Vaudémont. Par conséquent, la capitale de la principauté devient Senones. À la refonte du territoire le 21 décembre 1751, la Lorraine garde la rive droite de la Plaine, et la principauté de Salm-Salm la rive gauche, les vallées de la haute Bruche aux portes de Schirmeck et la vallée du Rabodeau aux portes de Raon-l'Étape. Les territoires de la principauté par-delà le col de Saales annexés par l’Empire allemand en 1871 resteront par la suite dans le département du Bas-Rhin pendant que la partie occidentale reste dans le département des Vosges.

### Les Linange-Dabo dans les Basses-Vosges entre Lorraine et Alsace

Maison de Linange

La maison de Leiningen, francisée en Linange, possède son fief héréditaire en Rhénanie-Palatinat et appartenait à l’ancienne chevalerie de haute noblesse avec statut d’immédiateté impériale.

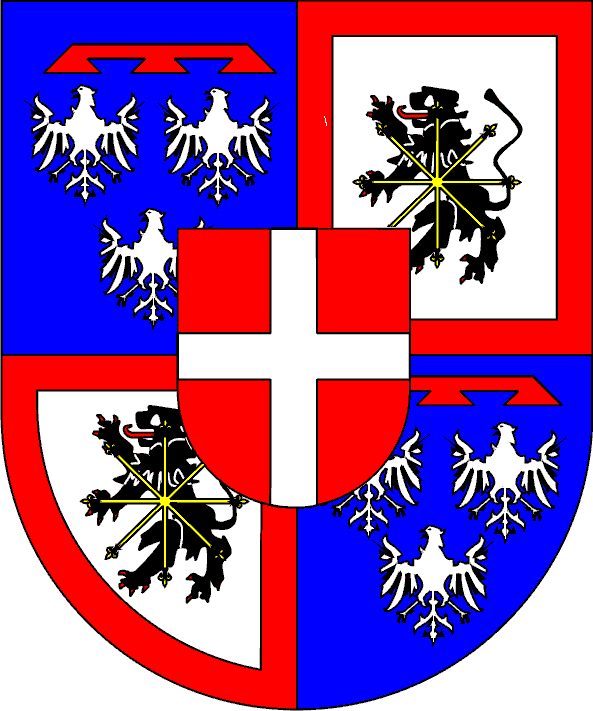
Maison de Linange-Dabo.

Elle hérita du comté de Dabo par mariage de Simon de Sarrebruck avec Gertrude de Dabo en 1223. Par leur fille, la maison de Linange entra en possession des seigneuries de Marimont, Forbach et Réchicourt-le-Château en Lorraine, situées hors du massif vosgien. Plus tard, en 1466, les Linange-Dabo acquirent la seigneurie d’Apremont en Lorraine. En tant qu’avoué de la landvogtei de Basse-Alsace, le comte de Linange-Dabo influe sur une grande partie de l’Alsace.
Cette famille se scinde en deux branches : les Leiningen-Dagsburg-Hardenburg et les Leiningen-Dagsburg-Falkenburg (jusqu'en 1658). Au rattachement du comté de Dabo à la France après la Révolution française en 1793, les Linange-Dabo ont été également chassés de leur résidence à Dürkheim dans le Palatinat par les troupes révolutionnaires. Les Linange obtinrent en compension de leurs pertes sur la rive gauche du Rhin la nouvelle principauté de Linange avec pour siège l’abbaye d’Amorbach en Bavière.
La majeure partie de l’ancien comté de Dabo est située aujourd’hui dans les Vosges mosellanes. Le pays d'Engenthal dans la haute vallée de la Mossig se trouve aujourd’hui dans le Bas-Rhin.

### Les Habsbourg dans les Hautes-Vosges alsaciennes

Maison de Linange

Comtes de Ferrette.

Maison de Ribeaupierre.

Avant que les Habsbourg ne prennent possession de la plus grande partie de la Haute-Alsace et du Sundgau, les comtes de Ferrette (en allemand von Pfirt) furent les seigneurs les plus influents du secteur depuis la crête vosgienne jusqu’à la frontière suisse. Les Ferrette sont apparentés à de nombreuses maisons nobles de haute stature, les plus proches étant celles des maisons de Zähringen, Eguisheim et Vaudémont. Ils firent la jonction entre la Lorraine et la Suisse. Leur comté s’agrandit au et à mesure des siècles. Leurs territoires souches étaient Altkirch, Ferrette et Thann. Le dernier contrôlait l’entrée dans les Hautes-Vosges par la vallée de la Thur. Parmi les acquisitions importantes, on peut citer Belfort, Delle et Rougemont-le-Château.
Par manque de descendance mâle, les Ferrette confient la destinée de la Haute-Alsace aux ducs d’Autriche et comte de Tyrol dont dépend le vaste État de l’Autriche antérieure. Leur capitale administrative en Alsace est Ensisheim. Comme les Habsbourg prennent le contrôle de l’avouerie de la Décapole, mais aussi du landgraviat de Haute-Alsace, de l’abbaye princière de Murbach, les Autrichiens influent directement et indirectement sur la vie politique de la région à l’est du massif des Vosges.
Les Habsbourg possédaient ou donnaient en fief dans le massif vosgien le val de Villé, la prévôté de Giromagny, Rougemont-le-Château, Masevaux, Murbach (et ses dépendances Wildenstein, Oderen ou Kruth), la ville libre impériale de Munster, les seigneuries du Haut-Koenigsbourg et du Haut-Landsbourg, le plus haut château d’Alsace, le Hohnack, et le monastère des Trois-Épis. La plupart de ces sites autrefois fiefs de l’Autriche antérieure se situent aujourd’hui dans le parc naturel régional des Ballons des Vosges.
Ainsi, les Habsbourg ont été beaucoup plus présents sur le sol français qu'on pourrait le penser initialement vu l'éloignement de l'Autriche intérieure. Leurs terres rencontrent celles de Lorraine sur les crêtes des Vosges comtoises et lorraines. Par le mariage de François III de Lorraine avec l'impératrice d'Autriche, Marie-Thérèse d'Autriche, donnant naissance à la branche actuelle des Habsbourg-Lorraine, le Grand-Est de la France a eu un lien fort et direct avec les Habsbourg avant la Révolution française.

### Maison de Wurtemberg par le comté de Montbéliard

Maison de Wurtemberg

Les comtes de Wurtemberg qui deviendront ducs, puis rois de Wurtemberg, achetèrent les terres des sires de Horbourg en 1324 dans la plaine d’Alsace. Parmi les fiefs, leur capitale était devenue la seigneurie de Riquewihr qui restera possession des Wurtemberg jusqu’en 1793.

Wurtemberg-Montbéliard

Le comte Eberhard IV de Wurtemberg épousa l’héritière du comté de Montbéliard, Henriette de Montfaucon. De 1407 à 1793, la principauté de Montbéliard-Wurtemberg vécut comme un petit État indépendant en étroite relation avec les seigneurs voisins, notamment les Ferrette et les seigneuries suisses. Le Wurtemberg étant devenus protestants dès le XVIe siècle, les terres wurtembergeoises de Montbéliard et Riquewihr passèrent également à la Réforme. La première accueillit d’ailleurs des réfugiés et des expulsés de confession protestante, victimes de l’intolérance des États voisins.

### Maison de Valois-Bourgogne dans les Vosges comtoises

États bourguignons

Roi d’Espagne.

Les seigneurs de Faucogney étaient à l’origine propriétaires des terres des parties montagneuses par-delà les crêtes méridionales du Ballon de Servance au pays du val d'Ajol. Ils y firent construire le château Lambert contrôlant l’accès des routes vers la Lorraine et la haute vallée de la Moselle. D’ailleurs, comme avoué de la comté, ils ont entretenu leurs prétentions sur les terres dites de surséance sur la rive gauche de la Moselle. Quand la Franche-Comté passe sous la domination des rois d’Espagne, la couronne et l’administration espagnole arrivent aux cols des Hautes-Vosges.

### Relations politiques et culturelles entre les territoires partageant le massif vosgien
Les destins de certains de ces territoires impériaux ne se sont pas forcément croisés. Lorsque l’histoire met en contact les États du massif vosgien, c’est surtout quand ils sont géographiquement voisins, parce qu'ils échangent commercialement ou parce qu’ils sont apparentés par une dynastie commune. À cela s’ajoute le fait que la distance et le relief séparent logiquement les destinées d’une seigneurie des Vosges du Nord aux frontières du Palatinat d’un comté des Vosges méridionales plus en relation avec la Suisse et l'Autriche.
Par le jeu des alliances et des rachats ou mise en gage de fiefs, la seigneurie de la Petite-Pierre est liée au comté de Veldenz dans le Palatinat ; le comté de Lichtenberg à celui de Hanau en Hesse ; le comté de Dabo est apparenté aux Eguisheim d’Alsace ; le comté de Montbéliard appartient au duché de Wurtemberg et le comté de Bitche est issu d’une branche annexe des Deux-Ponts dans le Palatinat. Deux branches de Salm ont fondé des territoires souverains situés aujourd’hui en Allemagne et en France (principauté de Salm-Salm et celle de Salm-Kyrburg).
Les relations de voisinage ont beaucoup marqué à l’est les Vosges lorraines et les territoires alsaciens montagnards voisins, en tête desquels Munster, Murbach et l’Autriche antérieure. Au sud, la zone de contact entre la Lorraine ducale et la comté de Bourgogne est souvent lieu de frictions, à commencer par les terres dites « en surséance » qu’étaient le pays du Val d’Ajol et la rive gauche de la haute-Moselle. Le val de Villé et le comté de Salm étaient à cheval sur la ligne de crête et la limite linguistique. Leur histoire est fortement imprégnée par le contact régulier entre les deux mondes.
L’histoire du temporel des princes-évêques de Metz et Strasbourg intervient également dans le massif des Vosges car ils étaient souverains d’un territoire immense, mais éclaté sur la région tout entière. De ce fait, les frontières historiques réelles du Grand-Est ont été plus souvent celles des diocèses que celles des fleuves de l’époque carolingienne : les territoires diocésains allaient beaucoup plus loin que les cours d’eau repères. L’évêché de Metz avait également des possessions qui se trouvent aujourd’hui en Basse-Alsace. L’évêché de Strasbourg est plus représenté dans le massif vosgien que son homologue messin qui se concentre sur les Vosges gréseuses du nord-est de la Lorraine. Avec les pays de Schirmeck, Orbey, Rouffach et Soultz, les évêques de Strasbourg influent sur la vie d’une partie de la montagne vosgienne dont l’altitude est déjà plus élevée et où économie agro-pastorale est très représentée.

## Les cicatrices des deux guerres mondiales

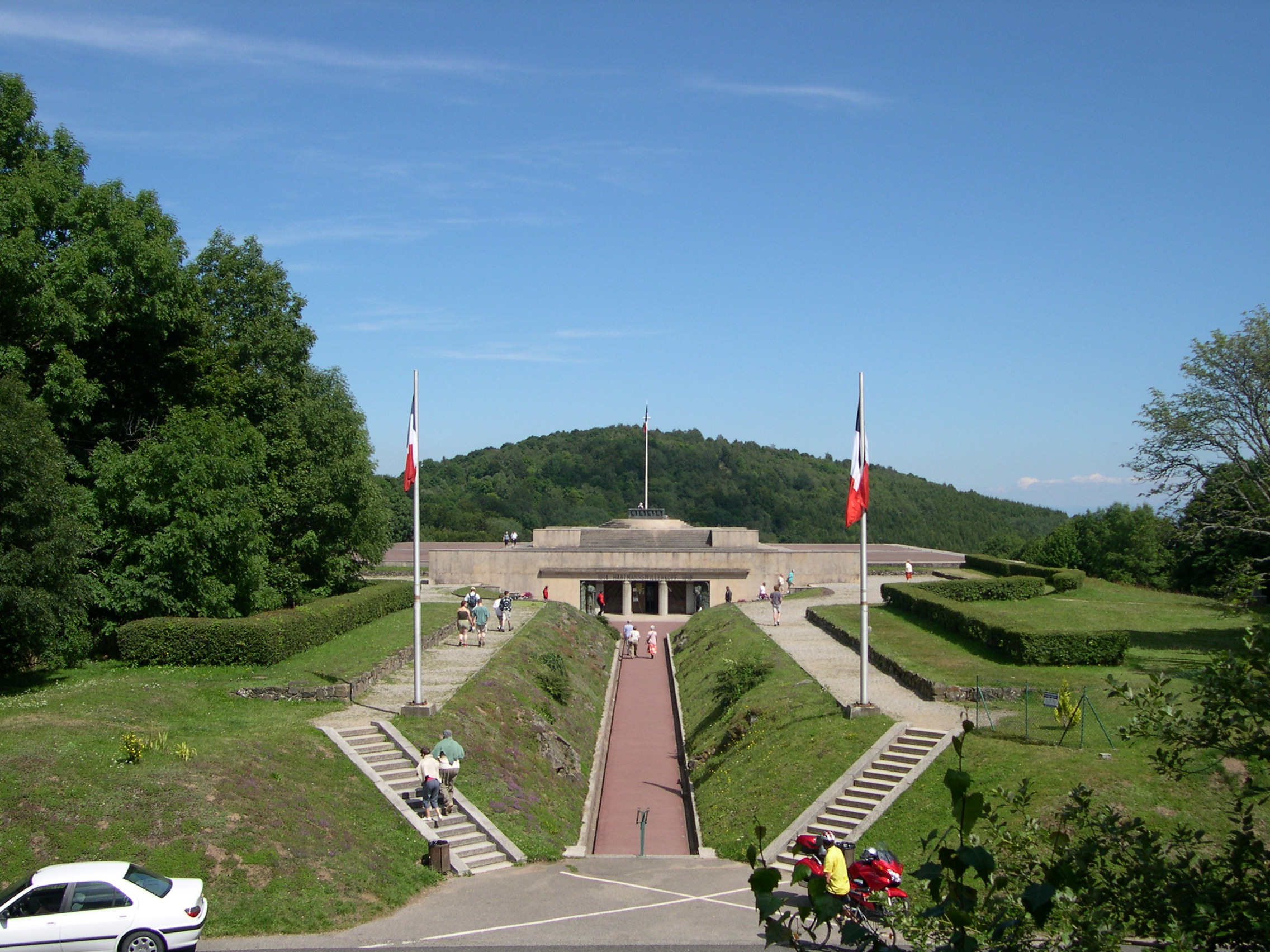
Crypte du Mémorial du Vieil-Armand.

Les sites de mémoire de la Grande Guerre sont très nombreux et on peut voir des cimetières militaires des deux camps ennemis à maints endroits dans la montagne vosgienne, parfois au hasard d'un sentier de randonnée ou d'une piste de ski de fond.
Le massif vosgien devient frontière nationale du Donon au Ballon d'Alsace après l'annexion de l'Alsace-Lorraine en 1871. Cela a eu des répercussions sur les batailles de la Première Guerre mondiale car le versant occidental des Vosges reçoit de fortes défenses, avec de nombreuses casernes au pied ou à proximité des crêtes. Pendant les batailles de la Libération en 1944, le massif servira à nouveau de château-fort, permettant aux troupes allemandes de résister violemment à l'assaut allié.
Deux mémoriaux nationaux se trouvent dans les Hautes-Vosges haut-rhinoises :
- le Musée-Mémorial du Linge ;
- le Mémorial national du Vieil-Armand.

Le Mémorial de l'Alsace-Moselle à Schirmeck en face du camp de concentration de Natzweiler-Struthof résume la destinée particulière de ces régions annexées en 1871 puis à nouveau occupées en 1940, en insistant sur les difficultés inhérentes à une vie d'entre-deux.
Les sites de batailles mémorables et meurtrières de la Grande Guerre sont entre autres :
- la nécropole et bataille du col de la Chipotte[37], Vosges centrales ;
- le col de la Chapelotte[37], Vosges centrales ;
- le Violu[38], Hautes-Vosges ;
- la Tête des Faux, Hautes-Vosges[37] ;
- le Donon[37], Basses-Vosges ;
- la Roche Mère Henry[37], Hautes-Vosges ;
- la nécropole de la Fontenelle[39]

Pendant la Seconde Guerre mondiale, la bataille de Bruyères, incluant les hauteurs gréseuses de Biffontaine et de la forêt de Champ en direction de Taintrux, s'est rendue célèbre à cause du bataillon perdu qu'un régiment de Japonais-Américains ou Hawaïens a sauvé en sacrifiant quasiment la totalité des soldats. Le plus grand cimetière américain dans les Vosges est le cimetière américain d'Épinal à Dinozé.